# Distrito de Colmar
El distrito de Colmar era un distrito (en francés arrondissement) de Francia, que se localizaba en el département de Alto Rin (en francés Haut-Rhin), de la région de Alsacia. Contaba con 6 cantones y 62 comunas.

## Supresión del distrito de Colmar
El gobierno francés decidió en su decreto ministerial n.º 2014-1720, de 29 de diciembre de 2014, suprimir los distritos de Guebwiller y Ribeauvillé, y sumarlos a los distritos de Thann y Colmar respectivamente, a fecha efectiva de 1 de enero de 2015.
Con la unión del distrito de Colmar y el distrito de Ribeauvillé, se formó el distrito de Colmar-Ribeauvillé.

## División territorial

### Cantones
Los cantones del distrito de Colmar eran:
1. Cantón de Andolsheim
2. Cantón de Colmar-Norte
3. Cantón de Colmar-Sur
4. Cantón de Munster
5. Cantón de Neuf-Brisach
6. Cantón de Wintzenheim

### Comunas
| 1. Algolsheim (68001)               | 2. Andolsheim (68007)              | 3. Appenwihr (68008)                | 4. Artzenheim (68009)            |
| 5. Balgau (68016)                   | 6. Baltzenheim (68019)             | 7. Biesheim (68036)                 | 8. Bischwihr (68038)             |
| 9. Breitenbach-Haut-Rhin (68051)    | 10. Colmar (68066)                 | 11. Dessenheim (68069)              | 12. Durrenentzen (68076)         |
| 13. Eguisheim (68078)               | 14. Eschbach-au-Val (68083)        | 15. Fortschwihr (68095)             | 16. Geiswasser (68104)           |
| 17. Griesbach-au-Val (68109)        | 18. Grussenheim (68110)            | 19. Gunsbach (68117)                | 20. Heiteren (68130)             |
| 21. Herrlisheim-près-Colmar (68134) | 22. Hettenschlag (68136)           | 23. Hohrod (68142)                  | 24. Holtzwihr (68143)            |
| 25. Horbourg-Wihr (68145)           | 26. Houssen (68146)                | 27. Husseren-les-Châteaux (68150)   | 28. Jebsheim (68157)             |
| 29. Kunheim (68172)                 | 30. Logelheim (68189)              | 31. Luttenbach-près-Munster (68193) | 32. Metzeral (68204)             |
| 33. Mittlach (68210)                | 34. Muhlbach-sur-Munster (68223)   | 35. Munster (68226)                 | 36. Muntzenheim (68227)          |
| 37. Nambsheim (68230)               | 38. Neuf-Brisach (68231)           | 39. Obermorschwihr (68244)          | 40. Obersaasheim (68246)         |
| 41. Riedwihr (68272)                | 42. Sainte-Croix-en-Plaine (68295) | 43. Sondernach (68311)              | 44. Soultzbach-les-Bains (68316) |
| 45. Soultzeren (68317)              | 46. Stosswihr (68329)              | 47. Sundhoffen (68331)              | 48. Turckheim (68338)            |
| 49. Urschenheim (68345)             | 50. Voegtlinshoffen (68350)        | 51. Vogelgrun (68351)               | 52. Volgelsheim (68352)          |
| 53. Walbach (68354)                 | 54. Wasserbourg (68358)            | 55. Weckolsheim (68360)             | 56. Wettolsheim (68365)          |
| 57. Wickerschwihr (68366)           | 58. Widensolen (68367)             | 59. Wihr-au-Val (68368)             | 60. Wintzenheim (68374)          |
| 61. Wolfgantzen (68379)             | 62. Zimmerbach (68385)             |                                     |                                  |